# Любушин, Александр Алексеевич
Александр Алексеевич Любушин (1893 — не ранее 1962) — советский психиатр, доктор медицинских наук, заведующий кафедрой в Оренбургском медицинском институте.
Сын психиатра Алексея Лукича Любушина. Окончил медицинский факультет Московского университета (1917) со степенью лекаря. Основное направление медицинской деятельности — душевные болезни.
Первый старший врач 1-го Терапевтического госпиталя Красного Креста в Серпухове с 17 мая по 21 октября 1919 года. При Любушине госпиталь был открыт и начал свою работу. В 1919 году госпиталь был передислоцирован в Москву, где был развернут (на 150 коек) в Малом Знаменском переулке, дом 3. Врач Здравотдела Першинской железной дороги, города Екатеринбурга (1919—1928). Направление работы — санитария и токсикология. В 1928 году возвращается в Москву, где проживал по адресу: Вознесенская улица, дом 11, кв. 11. Врач Московско-Белорусско-Балтийской железной дороги (1928—1930).
Работал во Втором Московском государственном университете (с 1930). Арестовывался по подозрению в антисоветской деятельности в 1933 году.
Со времени образования Оренбургского медицинского института (1944) Любушин в течение 3-х лет возглавлял кафедру психиатрии. С момента образования кафедры фармакологии (10 января 1945) Любушин становится заведующим кафедрой и остаётся в этой должности до 1 сентября 1962 года.
Учёная степень доктора медицинских наук была присуждена Любушину ВАКом 8 января 1955 года после защиты 1 марта 1954 года докторской диссертации «Некоторые экспериментальные данные к вопросу о внутривенном вливании бикарбоната натрия».